# Diac (diodă)

Schema unui DIAC.

Relația tipică între tensiunea la borne și intensitatea curentului într-un DIAC.

DIAC-ul este o diodă semiconductoare multijoncțiune care are propietățile diodei PNPN în ambele sensuri de conducție. Diacul permite trecerea curentului electric în ambele sensuri, în funcție de tensiunea de comandă aplicată la bornele ei. Diacul se amorsează când tensiunea aplicată la bornele sale crește până la o valoare de prag și se stabilește starea de conducție, moment urmat de scăderea tensiunii pe diac și trecerea prin el a curentului de funcționare. Bornele diacului sunt numite Anod 1 (A1) și Anod 2 (A2), fiindcă el nu are polaritate.  Termenul DIAC este un acronim de la englezescul DIode for Alternative Current (diodă pentru curent alternativ).
Deși fizic Diac-ul seamănă cu o diodă Zener⁠(d), constituirea și funcționarea sa sunt diferite. El este un tiristor compus dintr-o joncțiune triplă PNPN. Extremitățile sale sunt mai puternic dopate. Amorsarea se produce atunci când zonele de difuzie extreme au tendința de a se întâlni ca urmare a aplicării unei diferențe de potențial. Punerea în paralel a celor două circuite permite funcționarea (conducția) bidirecțională.
DIAC-ul este adesea folosit pentru a furniza un impuls odată ce un condensator s-a încărcat la tensiunea de străpungere, oferind atât o întârziere controlată setată de rezistența de încărcare, cât și o energie fixă a impulsului stabilită de condensator și tensiunea de străpungere. Acest lucru se folosește în sistemele simple de comandă prin variația  unghiului de fază la controlul triacelor utilizate la variatoarele  de putere (în curent alternativ) pentru becuri sau motoare mici. Ele pot fi, de asemenea, utilizate pentru a detecta condițiile de defecțiune de supratensiune pentru a oferi o funcție „crowbar”(O traducere mot-à-mot = "Protecția cu bară", este un mecanism de protecție prin care se scurtcircuitează ieșirea unei surse de alimentare în condiții de defecțiune, cum ar fi o supratensiune, care va proteja circuitele alimentate de la acea tensiune)  pentru a opera o siguranță sau o alarmă de blocare, care poate fi resetată numai prin scoaterea alimentării.

## Caracteristici

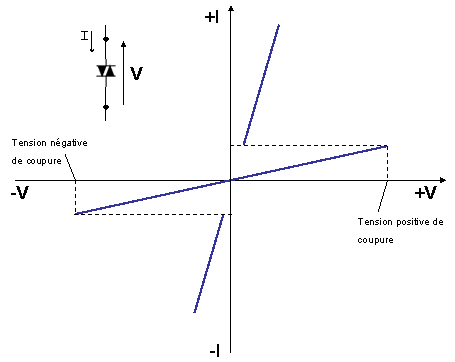
Caracteristica ideală intensitate/tensiune a unui DIAC

Așa cum rezultă din caracteristica intensitate/tensiune, un DIAC nu permite trecerea curentului electric până când nu este aplicată la bornele sale o diferență de potențial suficientă (de obicei 32 V). Odată ce acest prag este atins, DIAC-ul se amorsează și intră în starea de conducție; această stare durează atât timp cât mai trece un curent minim prin el (de obicei câțiva zeci de microamperi). Sub acest curent minim, DIAC-ul se dezamorsează și încetează se mai conducă curentul.
Un DIAC este echivalent cu un montaj format din două tiristoare comandate fiecare de o diodă Zener în serie cu o diodă un ideală și montate invers. Caracteristicile standard ale unui DIAC sunt, de asemenea, apropiate de cele ale LED-urilor mici (cu praguri în intervalul de la 80 la 300 V).
Pierderile intrinseci ale unui DIAC sunt de câțiva câteva microamperi (în starea non-conductoare). Bariera sa de potențial în starea conductoare este comparabilă cu cea a unui tiristor (1,2 V), iar coeficientul său de temperatură este negativ, ca la cei mai mulți semiconductori.
DIAC suportă (ca și tiristorul și triacul) puncte de curent repetitiv suficient de mari (de ordinul amperilor). Prezintă o asimetrie de prag tipică de aproximativ 10% (3-4 V), care poate fi supărătoare în anumite aplicații, în special pentru controlului sarcinilor inductive (existând astfel riscul de magnetizare sau de saturație). Este, de asemenea, sensibil la viteza de creștere a potențialului aplicat la bornele sale (dV/dt) și poate să se amorseze înainte de prag (dincolo de 10 - 20 V/µS).